# Netelia pallescens
Netelia pallescens là một loài tò vò trong họ Ichneumonidae.